# Sam Welsford
Sam Welsford (Perth, 19 gennaio 1996) è un pistard e ciclista su strada australiano che corre per il team Red Bull-Bora-Hansgrohe. Ha vinto tre medaglie olimpiche nell'inseguimento a squadre (argento a Rio de Janeiro 2016, bronzo a Tokyo 2020, oro a Parigi 2024) ed è stato quattro volte campione del mondo su pista, tre nell'inseguimento a squadre, nel 2016, 2017 e 2019, e uno nello scratch, nel 2019.

## Palmarès

### Pista
- 2013

Campionati del mondo, Inseguimento a squadre Juniores (con Jack Edwards, Callum Scotson e Joshua Harrison)
Campionati australiani, Omnium Juniores
- 2014

Adelaide Cycling Grand Prix, Scratch Juniores
South Australian Track Classic, Corsa a punti Juniores
South Australian Track Classic, Scratch
Campionati del mondo, Inseguimento a squadre Juniores (con Alexander Porter, Callum Scotson e Daniel Fitter)
Campionati oceaniani, Inseguimento a squadre (con Daniel Fitter, Tirian McManus e Callum Scotson)
Campionati oceaniani, Americana (con Scott Law)
1ª prova Coppa del mondo 2014-2015, Inseguimento a squadre (Guadalajara, con Daniel Fitter, Alexander Porter e Miles Scotson)
- 2015

Campionati oceaniani, Omnium
- 2016

3ª prova Coppa del mondo 2015-2016, Inseguimento a squadre (Hong Kong, con Alexander Porter, Miles Scotson e Rohan Wight)
Campionati australiani, Inseguimento individuale
Campionati del mondo, Inseguimento a squadre (con Luke Davison, Michael Hepburn, Alexander Porter, Callum Scotson e Miles Scotson)
Campionati oceaniani, Inseguimento a squadre (con Kelland O'Brien, Alexander Porter e Callum Scotson)
Campionati oceaniani, Corsa a punti
Campionati australiani, Americana (con Cameron Meyer)
- 2017

Campionati oceaniani, Inseguimento a squadre (con Kelland O'Brien, Alexander Porter e Callum Scotson)
Campionati oceaniani, Corsa a punti
3ª prova Coppa del mondo 2016-2017, Omnium (Cali)
Campionati australiani, Americana (con Cameron Meyer)
Campionati australiani, Scratch
Campionati australiani, Inseguimento a squadre (con Cameron Meyer, Stephen Hall e Michael Freiberg)
Campionati del mondo, Inseguimento a squadre (con Cameron Meyer, Alexander Porter e Nicholas Yallouris)
Japan Track Cup #1, Americana (con Kelland O'Brien)
Japan Track Cup #2, Americana (con Kelland O'Brien)
Japan Track Cup #2, Omnium
Campionati australiani, Omnium
- 2018

Giochi del Commonwealth, Inseguimento a squadre (con Leigh Howard, Jordan Kerby, Kelland O'Brien e Alexander Porter)
Giochi del Commonwealth, Scratch
Japan Track Cup #2, Americana (con Kelland O'Brien)
Japan Track Cup #2, Omnium
China Track Cup, Americana (con Joshua Harrison)
China Track Cup, Omnium
Campionati oceaniani, Scratch
Campionati oceaniani, Omnium
3ª prova Coppa del mondo 2018-2019, Inseguimento a squadre (Berlino, con Leigh Howard, Kelland O'Brien e Alexander Porter)
3ª prova Coppa del mondo 2018-2019, Omnium (Berlino)
Campionati australiani, Omnium
- 2019

Campionati del mondo, Inseguimento a squadre (con Leigh Howard, Kelland O'Brien, Alexander Porter e Cameron Scott)
Campionati del mondo, Scratch
Dublin International, Scratch
Campionati oceaniani, Americana (con Kelland O'Brien)
Campionati oceaniani, Omnium
5ª prova Coppa del mondo 2019-2020, Inseguimento a squadre (Brisbane, con Leigh Howard, Kelland O'Brien, Alexander Porter e Luke Plapp)
5ª prova Coppa del mondo 2019-2020, Americana (Brisbane, con Cameron Meyer)
Campionati australiani, Americana (con Kelland O'Brien)
- 2020

Campionati oceaniani, Americana (con Kelland O'Brien)
Campionati oceaniani, Omnium
Campionati australiani, Americana (con Kelland O'Brien)
- 2021

Campionati australiani, Americana (con Leigh Howard)
- 2024

Giochi olimpici, Inseguimento a squadre (con Oliver Bleddyn, Conor Leahy e Kelland O'Brien)

### Strada
- 2022 (Team DSM, una vittoria)

5ª tappa Giro di Turchia (Magnesia > Ayvalik)
- 2023 (Team DSM/Team DSM-Firmenich, quattro vittorie)

6ª tappa Vuelta a San Juan (Velódromo Vicente Chancay > Velódromo Vicente Chancay)
7ª tappa Vuelta a San Juan (San Juan > San Juan)
Grand Prix Criquielion
4ª tappa Renewi Tour (Beringen > Peer)
- 2024 (Bora-Hansgrohe, quattro vittorie)

1ª tappa Tour Down Under (Tanunda > Tanunda)
3ª tappa Tour Down Under (Tea Tree Gully > Campbelltown)
4ª tappa Tour Down Under (Murray Bridge > Port Elliot)
1ª tappa Tour de Hongrie (Karcag > Hajdúszoboszló)
- 2025 (Red Bull-Bora-Hansgrohe, tre vittorie)

1ª tappa Tour Down Under (Prospect > Gumeracha)
2ª tappa Tour Down Under (Tanunda > Tanunda)
6ª tappa Tour Down Under (Adelaide > Adelaide)

#### Altri successi
- 2014 (Juniores)

Goldfields Classic
- 2016

Criterium di Burnie
- 2017

1ª tappa Tour of Gippsland (Inverloch > Inverloch)
2ª tappa Tour of Gippsland (Sale > Sale)
Classifica generale Tour of Gippsland
- 2018 (Australian Cycling Academy - Ride Sunshine Coast)

3ª tappa Tour of the Great South Coast (Port Macdonnell)
2ª tappa Tour of the King Valley (Barnawartha)
Noosa International Criterium
- 2019 (Pro Racing Sunshine Coast)

Wal Smith Memorial-Casterton 50
1ª tappa Tour of the Riverland (Berri > Berri)
Monster
1ª tappa Tour of the Great South Coast (Mount Gambier)
3ª tappa Tour of the Great South Coast (Port Macdonnell)
- 2020 (Northern Beaches Cycling Club)

1ª tappa Bay Cycling Classic (Geelong)
Classifica generale Bay Cycling Classic
Campionati australiani, Criterium
Criterium di Pakapakanthi
- 2021

4ª tappa Santos Festival of Cycling (Adelaide)
Wal Smith Memorial - Casterton 50
1ª tappa Tour of the Riverland (Berri > Berri)
- 2024 (Bora-Hansgrohe)

Classifica a punti Tour Down Under
WA State Criterium Championships
- 2025 (Red Bull-Bora-Hansgrohe)

WA State Criterium Championships
Campionato australiano, Criterium
Villawood Men's Classic
Classifica a punti Tour Down Under

## Piazzamenti

### Grandi Giri
- Tour de France

2023: 144º

### Classiche monumento
- Parigi-Roubaix

2023: 132º
2024: 83º

### Competizioni mondiali
- Campionati del mondo su pista

Glasgow 2013 - Inseguimento a squadre Juniores: vincitore
Glasgow 2013 - Americana Juniores: 3°
Gwangmyeong 2014 - Inseguimento a squadre Juniores: vincitore
Gwangmyeong 2014 - Omnium Juniores: 2°
Londra 2016 - Inseguimento a squadre: vincitore
Londra 2016 - Corsa a punti: 7º
Hong Kong 2017 - Inseguimento a squadre: vincitore
Hong Kong 2017 - Omnium: 7º
Pruszków 2019 - Inseguimento a squadre: vincitore
Pruszków 2019 - Scratch: vincitore
Pruszków 2019 - Omnium: 12º
Berlino 2020 - Inseguimento a squadre: 4º
Berlino 2020 - Scratch: 12º
Berlino 2020 - Americana: 15º
St. Quentin-en-Yv. 2022 - Inseguimento a squadre: 4º
St. Quentin-en-Yv. 2022 - Americana: 10º
Glasgow 2023 - Inseguimento a squadre: 4º
- Giochi olimpici

Rio de Janeiro 2016 - Inseguimento a squadre: 2º
Tokyo 2020 - Inseguimento a squadre: 3º
Tokyo 2020 - Omnium: 11º
Parigi 2024 - Inseguimento a squadre: vincitore
Parigi 2024 - Americana: 12º
Parigi 2024 - Omnium: 14º
- Giochi del Commonwealth

Gold Coast 2018 - Inseg. a squadre: vincitore
Gold Coast 2018 - Inseg. Individuale: 5º
Gold Coast 2018 - Scratch: vincitore